# Le Secret de Mélusine
Pour plus de détails, voir Fiche technique et Distribution.
Le Secret de Mélusine (D'Schatzritter an d'Geheimnis vum Melusina) est un film d'aventures germano-luxembourgeois réalisé par Laura Schroeder et sorti en 2012.

## Synopsis
Jeff, 11 ans, vit dans un camping près d'un château de chevaliers dont la légende dit que le précieux trésor de Mélusine y est caché. Sa mère lui a laissé un médaillon peu avant sa mort. Celui-ci semble avoir un lien avec le trésor. Avec ses amis, il part à la recherche du trésor et se retrouve dans une aventure dangereuse, car de sinistres compagnons sont également à la recherche du trésor.

## Fiche technique
- Titre français : Le Secret de Mélusine (diffusion télévisée)[1],[2],[3]
- Titre original luxembourgeois : Schatzritter ou D'Schatzritter an d'Geheimnis vum Melusina[4],[5]
- Titre allemand : Schatzritter und das Geheimnis von Melusina[6]
- Réalisation : Laura Schroeder
- Scénario : Stefan Schaller (de), Martin Dolejs, Oliver Kahl, Eileen Byrne (lb), Christoph Englert (de), Elodie Malanda
- Photographie : Peter von Haller (de)
- Montage : Uta Schmidt (de)
- Musique : Natalia Dittrich (lb)
- Décors : Johannes Wild, Christina Schaffer
- Costumes : Uli Simon
- Production : Bernard Michaux
- Sociétés de production : Lucil Film (lb), NEOS Film, Bavaria Film Partners, Screenvest GmbH, Perathon Film-und Fernsehproduktions GmbH
- Pays de production :  Luxembourg -  Allemagne
- Langue originale : luxembourgeois
- Format : couleurs - 1,85:1
- Genre : film d'aventures
- Durée : 93 minutes
- Dates de sortie : 
  - Luxembourg : 4 juillet 2012
  - Allemagne : 30 août 2012

## Distribution
- Anton Glas : Jeff Kutter
- Thierry Koob : Leo
- Lana Welter : Julia
- Tun Schon : le tueur
- Alexandra Neldel : Melanie
- Clemens Schick : Duc de Barry
- Elisabeth Brück (de) : la mère du tueur
- Luc Feit : Michael Kutter
- Vicky Krieps : Marie Kutter
- Marco Lorenzini : Heisbourg
- Jean-Paul Raths : Jean
- Tammy Reichling : La mère de Julia et Léo
- Annette Schlechter : Touriste
- Dan Tanson : Le père de Julia et Léo
- Barclay Wijnbergen : Lisa
- Jean-François Wolff : Thüring